# Famille Argoutinsky-Dolgoroukoff
Ne pas confondre avec Famille Dolgoroukov ou Maison Argoutinsky-Dolgoroukoff
La famille Arghutyan-Yerkaynabazuk (arménien : Արղության-Երկայնաբազուկ), Mkhargrdzeli-Arghutashvili (géorgien : მხარგრძელი-არღუთაშვილი) est une famille connue plus tard sous le nom de Argoutinsky-Dolgoroukoff (ou Argoutinsky-Dolgoroukov, russe : Аргутинский-Долгоруков). Est une famille noble arméno-géorgienne dont le double nom de famille indique leur descendance d’Arghout (mort en 1506) et de la famille médiévale Mkhargrdzeli (Zaqaryan-Zachariads) dont fut partie Zakarie II Zakarian (en) Shansché Ier le Grand, prince de Lori-Somkhéti et Grand-connétable de Géorgie, roi de la Principauté arménienne de Zakarid au XIe siècle.  « Dolgoroukov » est une traduction russe directe de « Mkhargdzeli », ce qui signifie littéralement en géorgien « long bras », qui fut accordé par le tsar Paul Ier en 1800.
L'empereur Paul Ier avait élevé le 22 mars 1800 l'archevêque Hosvep Arghouthian et toute sa famille à la dignité de prince russe pour le remercier des services rendus à la Russie, en lui permettant d'ajouter à son nom celui de Dolgorouki, les deux noms, en arménien et en russe, ayant le même sens : « long bras ». Les Arghoutian affirmaient descendre du roi perse Artaxerxès Ier, surnommé « longue main »,,.

## Diaspora de la famille

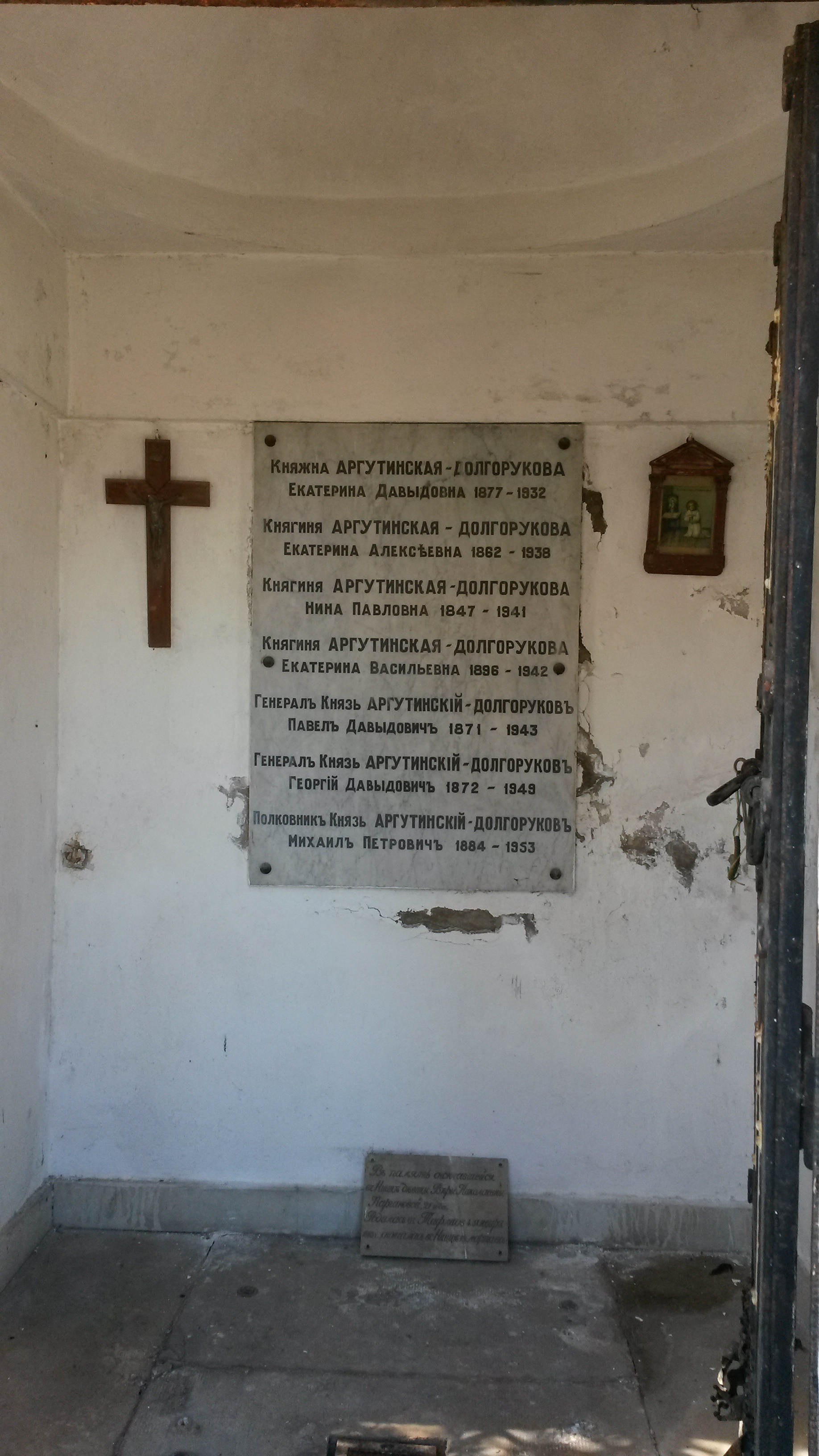
Crypte de la diaspora Argoutinsky-Dolgoroukoff à Nice

La famille Mkhargrdzeli-Arghoutachvili est originaire de la région de Lorri et notamment de Sanahin.
À partir du XIXe siècle, la plus grande partie des membres de la famille Argoutinsky-Dolgoroukoff vit dans la région de Tiflis.
Entre 1820 et 1855, Moïsseï A.-D. est major au Caucase puis gouverneur de Erevan, il participa à plusieurs guerres dans ces régions. Il est enterré à Sanahin.
En 1822, un membre de la famille traduit à Sanahin un ancien manuscrit de l'arménien vers le russe.
Le matin du 10 octobre 1897, on retrouve dans les journaux, venant par le train Express-Orient, des traces de l'arrivée à Paris d'un des princes Wladimir Argoutinsky-Dolgoroukoff.
À partir des années 1910, ils s'installent majoritairement à Paris et à Nice, notamment à cause des tensions russes et de la révolution de 1917 menée par les bolcheviques.
Le prince Wladimir N. Argoutinsky-Dolgoroukoff (né en 1872, fils de Nicolas B. A-D.) fit ses études a Saint-Pétersbourg puis il arrive la semaine du 23 octobre 1901 à Londres pour continuer ses études à la faculté de droit de l'Université de Cambridge,. Il finit sa vie à Paris dans un hôtel particulier qui lui appartenait et où il vivait avec son frère, rue François-Ier.
Un autre prince Wladimir Argoutinsky-Dolgoroukoff (né en février 1888) fit des études de médecine à l'université de Genève entre 1908 et 1911.
Lors de la Seconde Guerre mondiale, au printemps 1943, la diaspora familiale de Nice se déplace à Paris (en train via la gare de Lyon) et s'y établit, notamment dans les VIIIe, XVe et XVIIe arrondissements de la ville,.

## Histoire

### Origines
Au XIe siècle, pendant le règne de Tamara, reine de la Géorgie  les frères Hovannes et Zakaria Argoutian-Yerganadapazouc étaient chefs d’armée en Géorgie. Les deux noms sont liés directement à toutes les réussites des campagnes militaires de la reine Tamara de Géorgie. Le père de ces deux frères, Sarkis, et le grand-père, Avak-Sarkis sont connus dans l’histoire de la Géorgie déjà comme grands administrateurs, actifs pour le pays. De la même famille est également issu l’écrivain connu Sarkis de Thorveli-Dolgorouki.
L’historien Guiragos-Khanzaguetzi raconte que c’est grâce à l’intervention de Zakaria qu’a eu lieu les réunions arméniques entre 1205 et 1207 a Lorri. Les descendants de Zakaria ont gouverné la Province de Kars, et toute cette période est connu dans l’histoire comme la domination des Zakaria ; devenues Zakarian; période riche.
Le fondateur de la famille, Arghout, s'établit à Lorri, dans le nord de l'Arménie, alors sous suzeraineté géorgienne, à la fin du XVe siècle. Ses descendants ont été accueillis parmi la classe supérieure (aznaouri) de Géorgie et ont été établis à Sanahin, où se trouvait l'abbaye dynastique de la famille.
Certaines sources indiquent également une origine remontant à « Karpaniel Archakoun » (russe : Карпаниеля Аршакуна) qui en 1062 était propriétaire de la ville et de la forteresse de Lorri,, en Géorgie.
Contrairement à l'opinion communément admise, l'historien russe Piotr Dolgoroukov (historien) (en) (1816-1868) (qui ne fait pas partie de la famille Argoutinsky-Dolgoroukoff, mais des Dolgoroukov une autre famille princière russe) avait avancé l'hypothèse d'une origine en commun avec la famille rurikide et avait tenté de la retracer jusqu'au prince Iouri Dolgorouki du XIIe siècle.

### La famille devient princière
Le plus illustre de la famille est le Catholicos, le prélat Hovsep (Joseph) né a Tiflis en 1743 et mort en 1801. Sa mort est due à un accident alors qu’il allait de Tiflis à Etefmadzine, pour prendre possession du trône. Les historiens russes rappellent qu’il était un des plus grands personnages de son temps.
Pendant longtemps, il fut prélat des Arméniens de toutes les Russies, et son savoir-faire a toujours été mis au service des communautés arméniennes. Il connaissait parfaitement les problèmes orientaux ; et il apportait son soutien aux armées russes en particulier au niveau du Haut Commandement en contribuant à leur réussite stratégique dans les conflits russo-perses ; et russo-turcs. Il était pour les relations particulières avec la tsarine Catherine II ; grâce à elle, on a fondé la ville arménienne de Noz-Nakhitchevan. De plus il a fondé aussi la ville de Grégoriopol, ainsi nommée du prénom du favori de Catherine II : Grégory Potiemkine. De ce fait, ces deux villes ont joui d’avantages fiscaux.
Comme reconnaissance pour les services rendus à l’Empire russe, le tsar Paul Ier a donné le titre de prince (knèze) a Hovsep (Joseph) ; à ses cousins et à tous leurs descendants. Paul a rétabli les armoiries des familles princières Argoutians, composées déjà des anciens signes des éléments familiaux ; comprenant ainsi les faucons et le lion et y ajoutant au centre le monogramme du tsar. Le titre princier fut confirmé par l'empire russe le 6 mars 1819, le 15 décembre 1838 et le 14 novembre 1857,.
Avant Paul Ier, l'impératrice Catherine II avait donné à la famille Argoutian 12 000 hectares de terre autour de Grégoriopolis où a été installée une agglomération appelé Zakarievka (située dans la province d'Odessa) en l’honneur du prénom d’un des frères. 

### Une dynastie influente
Le Catholicos Hovsep a laissé trois volumes de manuscrits (800 pages) édités avant la Révolution de 1917. Sa correspondance est tellement importante pour l’histoire arménienne qu’elle a aussi été éditée par le Vartakod Kud Aghanian sous le titre Mémoire de l’histoire arménienne. C’était aussi le souhait du prince Boris Argoutian. Il a d’ailleurs assumé tous les frais d’édition entre 1850 jusqu’en 1900.

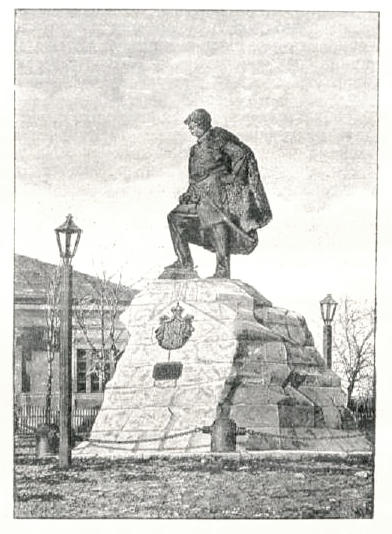
Illustration représentant le monument de Movses à Temir-Khan-Shura.

Le commandant Movses Yorganapazouk Argoutian fut aussi très populaire pendant les guerres que la Russie a menées dans le Caucase. La Russie, reconnaissante, a érigé sa statue dans la capitale du Daghestan en 1879 ; la ville de Temir-Khan-Choura, avec cette inscription sur la plaque : « Conquérant du Caucase de l’Est ». C’était la seule et unique statue d’un Arménien dans toutes les Russies.
De cette dynastie est aussi issu le prince Nicolas Barseghyan Argoutinsky-Dolgoroukoff mort en 1916 ; il avait été élu trois fois maire de Tiflis. Il avait aussi le titre de grand chambellan de la famille d'Alexandre III. Il avait une place particulière auprès du gouvernement général de Tiflis. Il a fondé la première école pour les sourds-muets de Tiflis. Il avait fondé une bibliothèque personnelle très riche de 10 000 volumes. Ses descendants l’ont donnée au gouvernement arménien (bolchévique) avant de quitter le pays en 1920. Cette bibliothèque fait encore partie de la richesse de la Bibliothèque nationale d'Arménie.
Le prince Nicolas A.D. était marié avec Marie Mirzoff, la fille d’un notable russe-arménien : Hovannes Mirzoyantz. Cette princesse très courtoise, très accueillante était très aimée et appréciée de son entourage. Morte en 1919, elle a légué 40 000 roubles arméniens à la cathédrale de Tiflis, et 20 000 pour le couvent de Tiflis. Ces legs n’ont pas été exécutés à cause de la révolution bolchévique de 1917.
Certains descendants du prince Nicolas Argoutian Yerganapazouk, dont Wladimir, Hovsep et Barbara, habiteront Paris après 1917.
Le prince Boris Argoutinsky-Dolgoroukov, fils de Nicolas, juriste à l’Université d’Odessa, était gentilhomme de la chambre de Nicolas II. Il était aussi chef des notables de la ville de Tiraspol. Il a occupé plusieurs postes important en Europe. Il était adjoint du vice-roi Nicolas, le Grand-duc qui a renoncé à ses droits après l'assassinat de son neveu Nicolas II et de la famille impériale et est parti en exil. Boris avait une très belle attitude envers la communauté arménienne et la littérature. Il a eu des succès littéraires et a été mécène. Il a été marié avec une notable, Mlle Soukhomlina, qui connaissait profondément la littérature arménienne.
Beaucoup d'autres membres de la familles occuperont des postes important au sein de l'armée, tel que colonel dans la garde de hussard du Tsar, Lieutenant général ou des fonctions civiles importantes tel que secrétaire provincial ou maire de villes importantes.

## Personnalités
Retrouvez ci-dessous une liste non exhaustive des membres importants de la famille Argoutinsky-Dolgoroukoff.
À noter que les noms ne sont pas fixes : Hovsep se dit aussi Iossif ou Joseph, Peter se dit Pierre ou Piotr, Movses se dit aussi Moïse ou Moïsseï, etc.
Il en est de même pour l'écriture des noms de familles, les plus courantes sont : Argoutinsky-Dolgoroukoff, Argutinsky-Dolgorukov, Argutinsky-Dolgorukow, Arghutinsky-Dolgoruky...

| Photo                                                              | Titres                                                    | Nom et description | Naissance          | Décès                             | Lieux de vie                    | Liens familiaux |
| ------------------------------------------------------------------ | --------------------------------------------------------- | --- | ------------------ | --------------------------------- | ------------------------------- | --- |
| Hovsep Argoutyan                                                   | Archevêque Catholicos de tous les Arméniens Prince Prélat | Hovsep Argoutinsky-Dolgoroukoff Il est Catholicos des arméniens élu de l'Église arménienne. Il fait partie des 1er de la lignée Argoutinsky-Dolgoroukoff. Il fut titré prince par le Tsar Paul 1er en 1800.                                                                                           | 1743.05.23 Sanahin | 1801.03.09 Tiflis                 | Sanahin Tiflis                  | Parents: Schiosh-Beg Ketevan Fratrie: Movses Parsadan Bezhan Mariam Enfants: Zacharie Argoutinsky-Dolgoroukoff Salomon Argoutinsky-Dolgoroukoff Sources, |
| Moïsseï Argoutinski-Dolgorouki, Encyclopédie militaire russe, 1911 | Lieutenant-Général Prince                                 | Movses Argoutinski-Dolgorouki Grand combattant, il combattit pendant la guerre du Caucase. Il se battait pour les russes. Une statue à son effigie a été érigée à Temir-Khan-Choura. | 1798 Tiflis        | 1855.03 Tiflis                    | Tiflis, Caucase                 | Parents: Zacharie Iossifovich Argoutinsky-Dolgoroukov Fratrie: Ivan Zakharovich Argoutinsky-Dolgoroukov Enfants: Vervarra Argoutinsky-Dolgoroukov |
|                                                                    | Prince Major                                              | Pavel Parsadanovich Argoutinsky-Dolgoroukoff 1845-46 - Maire de Bakou. 1851-53 - Lieutenant de Noukhinsky 1858-59 - Capitaine et gouverneur de Noukhinsky. |                    |                                   | Bakou, Noukhinsky               | Parent: Parsadan Arg.-Dolg. |
|                                                                    | Prince                                                    | Luarsab Pavlovich Argutinsky-Dolgorukov Secrétaire provincial de l'administration du district de Tiflis. | 1826               | 1853+                             | Tiflis                          | Compagne: Ketevan Stepanovich († 1887) Enfants: Pierre Luarsabovich Arg. Dol. David Luarsabovich Arg. Dol. |
| Nikolai Barseghyan Argoutinsky-Dolgoroukoff                        | Prince                                                    | Nicolas Barseghyan Argoutinsky-Dolgoroukoff Maire de Tiflis à trois reprises. Intellectuel intelligent, il avait une riche bibliothèque (10 000 ouvrages). Sa sépulture se trouve à Sanahin. | 1845 Tiflis        | 1916 Tiflis                       | Tiflis                          | Compagne: Marie Mirzoff (Mariam Hovhannisyan d'Arghuti) Enfants: Boris Nikolaïevich Arg. Dol. (1870-1949) Wladimir Nikoghayos Arg. Dol. (1872-1941) Barbara Nikolaïevna Arg. Dol. (1872-1942) Joseph Nikolaïevich Arg. Dol. (1878-1956) ~Elena Nikolaïevna Arg. Dol. (1882-1962) |
|                                                                    | Lieutenant-Général Prince                                 | David Luarsabovich Argoutinsky-Dolgoroukov Lieutenant général, ingénieur militaire. Prend sa retraite en 1903. Finit sa vie à Vilna. | 1843.05.01 Tiflis  | 1910 Tiflis                       | Tiflis                          | Parents: Luarsab Papovich Ketevan Compagne: Nina Danian (1850-1943~) Enfants: Georges Davidovich Arg. Dol. (1972-1949) Paul Davidovich Arg. Dol. (1972-1943) Catherine Arg. Dol. (1876-1932), Fratrie: Peter Luarsabovich Arg. Dolg.                                             |
| Georges Davidovitch Argoutinsky-Dolgoroukov                        | Colonel russe Prince                                      | Georges Davidovitch Argoutinsky-Dolgoroukov (ru) Chef militaire russe, Major général Corps de cadets Nicolas (1892) École de cavalerie Nicolas (1894) Lieutenant de la garde (1898) capit. d'état-major de la garde (1902) Capitaine de la garde (1906) Colonel (1912) Commandant de dragons (1916) , | 1873.11.18 Tiflis  | 1949.02.07 Paris Sépulture à Nice | Tiflis, Odessa (1916), Nice     | Parents: David Luarsabovich Nina Danian Fratrie: Paul (1872-1943) Catherine (1876-1932) |
|                                                                    | Lieutenant-Général Prince                                 | Pierre Luarsabovich Argoutinsky-Dolgoroukov 1901-1903 - Lieutenant-colonel - 16e régiment de grenadiers mingréliens - Division de grenadiers du Caucase - 2e corps d'armée du Caucase. | 1840~ Tiflis       | 1910~                             | Caucase (1901)                  | Compagne: Catherine Djamgaroff (1862-1938) Parent: Luarsab Pavlovich Arg. Dolg. Fratrie: David Luarsabovich Arg. Dolg. Enfants: Michel Petrovich Arg.-Dolg. Inconnu (Mort en Russie)                                                                                             |
|                                                                    | Prince Professeur                                         | Pierre Mikhailovich Argoutinsky-Dolgoroukoff Il étudia à St. Pétersbourg et en Allemagne. Grand médecin et professeur à l'Université de Kazan. Il fit bâtir une école pour enfants sourd-muets. | 1850.04.26 Tiflis  | 1911 Riva                         | Tiflis Berlin Saint-Pétersbourg | Compagne: - "Elsa" (Berlin) |
| Wladimir Argoutinsky-Dolgoroukoff                                  | Prince Diplomate Légion d'Honneur                         | Wladimir Nikolaïevich Argoutinsky-Dolgoroukoff A étudié à Saint-Pétersbourg et Cambridge Il connaissait Tchaïkovsky et échangeait avec Picasso Grand collectionneur d'art et diplomate Il a travaillé a l'ambassade russe de Paris.                                                                   | 1872 Tiflis        | 1941 Paris                        | Tiflis Saint-Pétersbourg Paris  | Parents: Nicolas Barseghyan Arg.-Dol. Marie Mirzoff Fratrie: Boris Nikolaïevich Arg. Dol. (1870-1949) Joseph Nikolaïevich Arg. Dol. (1878-1956) Barbara Nikolaïevna Arg. Dol. (1872-1942)                                                                                        |
| Mikhaïl Petrovitch Argoutinsky-Dolgoroukoff                        | Colonel de Hussards Prince                                | Michel Petrovich Argoutinsky-Dolgoroukoff Colonel de Hussards dans la Garde impériale de l'empereur Nicolas II. Possédait des appartements à Nice en 1928-1943. À partir de 1943 vit à Paris. Naturalisé Français en 1948.                                                                            | 1884.02.01 Tiflis  | 1953.08.20 Paris                  | Tiflis Nice Paris               | Parents: Pierre Luarsabovich Catherine Djamgaroff Fratrie: 1 frère, mort de la tuberculose en Russie Enfants: 2 filles |

Légende : <date>+ : "Supérieur à <date>" / <date>~: "Environ <date>" / <date1>~<date2> = "Entre <date1> et <date2>"

## Généalogie
|                                                            |                                                            |                                                            |                                                            |                                                            |                                                            |                                                            |                                                            |                                                                           |                                                                           |                                                                           |                                                                           |                                                                           |                                                                           |                                            |                                            |                                                           |                                                           |                                                           |                                                           |                                                                          |                                                                          |                                                                          |                                                                          |                                                                                   |                                                                                   |                                                                                   |                                                                                   |                                                                                   |                                                                                   |                                                  |                                                  |                                                  |                                                  |                                                  |                                                  |                                               |                                               |                                             |                                             |                                             |                                             |                                             |                                             |                                            |                                            |                                              |                                              |                                              |                                              |                                              |                                              |                                          |                                          |                                          |                                          |                                          |                                          |                                            |                                            |                                            |                                            |                                            |                                            |                                            |                                            |  |  |                                            |                                            |                                            |                                            |                                            |                                            |  |  |  |  |  |  |  |  |  |  |  |  |  |  |  |  |  |  |  |  |  |  |  |  |  |  |  |  |  |  |  |  |  |  |  |  |  |  |  |  |  |  |  |  |
|                                                            |                                                            |                                                            |                                                            |                                                            |                                                            |                                                            |                                                            |                                                                           |                                                                           |                                                                           |                                                                           |                                                                           |                                                                           |                                            |                                            |                                                           |                                                           |                                                           |                                                           |                                                                          |                                                                          |                                                                          |                                                                          |                                                                                   |                                                                                   |                                                                                   |                                                                                   |                                                                                   |                                                                                   | Schiosh-Beg Mkhargrdzéli-Arghoutaschvili (~1720) | Schiosh-Beg Mkhargrdzéli-Arghoutaschvili (~1720) | Schiosh-Beg Mkhargrdzéli-Arghoutaschvili (~1720) | Schiosh-Beg Mkhargrdzéli-Arghoutaschvili (~1720) | Schiosh-Beg Mkhargrdzéli-Arghoutaschvili (~1720) | Schiosh-Beg Mkhargrdzéli-Arghoutaschvili (~1720) |                                               |                                               | Ketevan                                     | Ketevan                                     | Ketevan                                     | Ketevan                                     | Ketevan                                     | Ketevan                                     |                                            |                                            |                                              |                                              |                                              |                                              |                                              |                                              |                                          |                                          |                                          |                                          |                                          |                                          |                                            |                                            |                                            |                                            |                                            |                                            |                                            |                                            |  |  |                                            |                                            |                                            |                                            |                                            |                                            |  |  |  |  |  |  |  |  |  |  |  |  |  |  |  |  |  |  |  |  |  |  |  |  |  |  |  |  |  |  |  |  |  |  |  |  |  |  |  |  |  |  |  |  |
|                                                            |                                                            |                                                            |                                                            |                                                            |                                                            |                                                            |                                                            |                                                                           |                                                                           |                                                                           |                                                                           |                                                                           |                                                                           |                                            |                                            |                                                           |                                                           |                                                           |                                                           |                                                                          |                                                                          |                                                                          |                                                                          |                                                                                   |                                                                                   |                                                                                   |                                                                                   |                                                                                   |                                                                                   | Schiosh-Beg Mkhargrdzéli-Arghoutaschvili (~1720) | Schiosh-Beg Mkhargrdzéli-Arghoutaschvili (~1720) | Schiosh-Beg Mkhargrdzéli-Arghoutaschvili (~1720) | Schiosh-Beg Mkhargrdzéli-Arghoutaschvili (~1720) | Schiosh-Beg Mkhargrdzéli-Arghoutaschvili (~1720) | Schiosh-Beg Mkhargrdzéli-Arghoutaschvili (~1720) |                                               |                                               | Ketevan                                     | Ketevan                                     | Ketevan                                     | Ketevan                                     | Ketevan                                     | Ketevan                                     |                                            |                                            |                                              |                                              |                                              |                                              |                                              |                                              |                                          |                                          |                                          |                                          |                                          |                                          |                                            |                                            |                                            |                                            |                                            |                                            |                                            |                                            |  |  |                                            |                                            |                                            |                                            |                                            |                                            |  |  |  |  |  |  |  |  |  |  |  |  |  |  |  |  |  |  |  |  |  |  |  |  |  |  |  |  |  |  |  |  |  |  |  |  |  |  |  |  |  |  |  |  |
|                                                            |                                                            |                                                            |                                                            |                                                            |                                                            |                                                            |                                                            |                                                                           |                                                                           |                                                                           |                                                                           |                                                                           |                                                                           |                                            |                                            |                                                           |                                                           |                                                           |                                                           |                                                                          |                                                                          |                                                                          |                                                                          |                                                                                   |                                                                                   |                                                                                   |                                                                                   |                                                                                   |                                                                                   |                                                  |                                                  |                                                  |                                                  |                                                  |                                                  |                                               |                                               |                                             |                                             |                                             |                                             |                                             |                                             |                                            |                                            |                                              |                                              |                                              |                                              |                                              |                                              |                                          |                                          |                                          |                                          |                                          |                                          |                                            |                                            |                                            |                                            |                                            |                                            |                                            |                                            |  |  |                                            |                                            |                                            |                                            |                                            |                                            |  |  |  |  |  |  |  |  |  |  |  |  |  |  |  |  |  |  |  |  |  |  |  |  |  |  |  |  |  |  |  |  |  |  |  |  |  |  |  |  |  |  |  |  |
|                                                            |                                                            |                                                            |                                                            |                                                            |                                                            |                                                            |                                                            |                                                                           |                                                                           |                                                                           |                                                                           |                                                                           |                                                                           |                                            |                                            |                                                           |                                                           |                                                           |                                                           |                                                                          |                                                                          |                                                                          |                                                                          |                                                                                   |                                                                                   |                                                                                   |                                                                                   |                                                                                   |                                                                                   |                                                  |                                                  |                                                  |                                                  |                                                  |                                                  |                                               |                                               |                                             |                                             |                                             |                                             |                                             |                                             |                                            |                                            |                                              |                                              |                                              |                                              |                                              |                                              |                                          |                                          |                                          |                                          |                                          |                                          |                                            |                                            |                                            |                                            |                                            |                                            |                                            |                                            |  |  |                                            |                                            |                                            |                                            |                                            |                                            |  |  |  |  |  |  |  |  |  |  |  |  |  |  |  |  |  |  |  |  |  |  |  |  |  |  |  |  |  |  |  |  |  |  |  |  |  |  |  |  |  |  |  |  |
|                                                            |                                                            |                                                            |                                                            |                                                            |                                                            |                                                            |                                                            |                                                                           |                                                                           |                                                                           |                                                                           | Moses Chiochevitch Argoutinsky-Dolgoroukov                                | Moses Chiochevitch Argoutinsky-Dolgoroukov                                | Moses Chiochevitch Argoutinsky-Dolgoroukov | Moses Chiochevitch Argoutinsky-Dolgoroukov | Moses Chiochevitch Argoutinsky-Dolgoroukov                | Moses Chiochevitch Argoutinsky-Dolgoroukov                |                                                           |                                                           |                                                                          |                                                                          |                                                                          |                                                                          |                                                                                   |                                                                                   | Hosvep Arghouthian (Sanahin 1743-1801 Tiflis)                                     | Hosvep Arghouthian (Sanahin 1743-1801 Tiflis)                                     | Hosvep Arghouthian (Sanahin 1743-1801 Tiflis)                                     | Hosvep Arghouthian (Sanahin 1743-1801 Tiflis)                                     | Hosvep Arghouthian (Sanahin 1743-1801 Tiflis)    | Hosvep Arghouthian (Sanahin 1743-1801 Tiflis)    |                                                  |                                                  |                                                  |                                                  |                                               |                                               | Mariam Chiochevitch Argoutinsky-Dolgoroukov | Mariam Chiochevitch Argoutinsky-Dolgoroukov | Mariam Chiochevitch Argoutinsky-Dolgoroukov | Mariam Chiochevitch Argoutinsky-Dolgoroukov | Mariam Chiochevitch Argoutinsky-Dolgoroukov | Mariam Chiochevitch Argoutinsky-Dolgoroukov |                                            |                                            | Parsadan Chiochevitch Argutinsky-Dolgoroukov | Parsadan Chiochevitch Argutinsky-Dolgoroukov | Parsadan Chiochevitch Argutinsky-Dolgoroukov | Parsadan Chiochevitch Argutinsky-Dolgoroukov | Parsadan Chiochevitch Argutinsky-Dolgoroukov | Parsadan Chiochevitch Argutinsky-Dolgoroukov |                                          |                                          |                                          |                                          |                                          |                                          | Bejan Chiochevitch Argoutinsky-Dolgoroukov | Bejan Chiochevitch Argoutinsky-Dolgoroukov | Bejan Chiochevitch Argoutinsky-Dolgoroukov | Bejan Chiochevitch Argoutinsky-Dolgoroukov | Bejan Chiochevitch Argoutinsky-Dolgoroukov | Bejan Chiochevitch Argoutinsky-Dolgoroukov |                                            |                                            |  |  |                                            |                                            |                                            |                                            |                                            |                                            |  |  |  |  |  |  |  |  |  |  |  |  |  |  |  |  |  |  |  |  |  |  |  |  |  |  |  |  |  |  |  |  |  |  |  |  |  |  |  |  |  |  |  |  |
|                                                            |                                                            |                                                            |                                                            |                                                            |                                                            |                                                            |                                                            |                                                                           |                                                                           |                                                                           |                                                                           | Moses Chiochevitch Argoutinsky-Dolgoroukov                                | Moses Chiochevitch Argoutinsky-Dolgoroukov                                | Moses Chiochevitch Argoutinsky-Dolgoroukov | Moses Chiochevitch Argoutinsky-Dolgoroukov | Moses Chiochevitch Argoutinsky-Dolgoroukov                | Moses Chiochevitch Argoutinsky-Dolgoroukov                |                                                           |                                                           |                                                                          |                                                                          |                                                                          |                                                                          |                                                                                   |                                                                                   | Hosvep Arghouthian (Sanahin 1743-1801 Tiflis)                                     | Hosvep Arghouthian (Sanahin 1743-1801 Tiflis)                                     | Hosvep Arghouthian (Sanahin 1743-1801 Tiflis)                                     | Hosvep Arghouthian (Sanahin 1743-1801 Tiflis)                                     | Hosvep Arghouthian (Sanahin 1743-1801 Tiflis)    | Hosvep Arghouthian (Sanahin 1743-1801 Tiflis)    |                                                  |                                                  |                                                  |                                                  |                                               |                                               | Mariam Chiochevitch Argoutinsky-Dolgoroukov | Mariam Chiochevitch Argoutinsky-Dolgoroukov | Mariam Chiochevitch Argoutinsky-Dolgoroukov | Mariam Chiochevitch Argoutinsky-Dolgoroukov | Mariam Chiochevitch Argoutinsky-Dolgoroukov | Mariam Chiochevitch Argoutinsky-Dolgoroukov |                                            |                                            | Parsadan Chiochevitch Argutinsky-Dolgoroukov | Parsadan Chiochevitch Argutinsky-Dolgoroukov | Parsadan Chiochevitch Argutinsky-Dolgoroukov | Parsadan Chiochevitch Argutinsky-Dolgoroukov | Parsadan Chiochevitch Argutinsky-Dolgoroukov | Parsadan Chiochevitch Argutinsky-Dolgoroukov |                                          |                                          |                                          |                                          |                                          |                                          | Bejan Chiochevitch Argoutinsky-Dolgoroukov | Bejan Chiochevitch Argoutinsky-Dolgoroukov | Bejan Chiochevitch Argoutinsky-Dolgoroukov | Bejan Chiochevitch Argoutinsky-Dolgoroukov | Bejan Chiochevitch Argoutinsky-Dolgoroukov | Bejan Chiochevitch Argoutinsky-Dolgoroukov |                                            |                                            |  |  |                                            |                                            |                                            |                                            |                                            |                                            |  |  |  |  |  |  |  |  |  |  |  |  |  |  |  |  |  |  |  |  |  |  |  |  |  |  |  |  |  |  |  |  |  |  |  |  |  |  |  |  |  |  |  |  |
|                                                            |                                                            |                                                            |                                                            |                                                            |                                                            |                                                            |                                                            |                                                                           |                                                                           |                                                                           |                                                                           |                                                                           |                                                                           |                                            |                                            |                                                           |                                                           |                                                           |                                                           |                                                                          |                                                                          |                                                                          |                                                                          |                                                                                   |                                                                                   |                                                                                   |                                                                                   |                                                                                   |                                                                                   |                                                  |                                                  |                                                  |                                                  |                                                  |                                                  |                                               |                                               |                                             |                                             |                                             |                                             |                                             |                                             |                                            |                                            |                                              |                                              |                                              |                                              |                                              |                                              |                                          |                                          |                                          |                                          |                                          |                                          |                                            |                                            |                                            |                                            |                                            |                                            |                                            |                                            |  |  |                                            |                                            |                                            |                                            |                                            |                                            |  |  |  |  |  |  |  |  |  |  |  |  |  |  |  |  |  |  |  |  |  |  |  |  |  |  |  |  |  |  |  |  |  |  |  |  |  |  |  |  |  |  |  |  |
|                                                            |                                                            |                                                            |                                                            |                                                            |                                                            |                                                            |                                                            |                                                                           |                                                                           |                                                                           |                                                                           | Zacharias Argoutinsky-Dolgoroukov                                         | Zacharias Argoutinsky-Dolgoroukov                                         | Zacharias Argoutinsky-Dolgoroukov          | Zacharias Argoutinsky-Dolgoroukov          | Zacharias Argoutinsky-Dolgoroukov                         | Zacharias Argoutinsky-Dolgoroukov                         |                                                           |                                                           | Salomon Iossifovitch Argoutinsky-Dolgoroukov                             | Salomon Iossifovitch Argoutinsky-Dolgoroukov                             | Salomon Iossifovitch Argoutinsky-Dolgoroukov                             | Salomon Iossifovitch Argoutinsky-Dolgoroukov                             | Salomon Iossifovitch Argoutinsky-Dolgoroukov                                      | Salomon Iossifovitch Argoutinsky-Dolgoroukov                                      |                                                                                   |                                                                                   |                                                                                   |                                                                                   |                                                  |                                                  | Zacharie Iossifovitch Argoutinsky-Dolgoroukov    | Zacharie Iossifovitch Argoutinsky-Dolgoroukov    | Zacharie Iossifovitch Argoutinsky-Dolgoroukov    | Zacharie Iossifovitch Argoutinsky-Dolgoroukov    | Zacharie Iossifovitch Argoutinsky-Dolgoroukov | Zacharie Iossifovitch Argoutinsky-Dolgoroukov |                                             |                                             |                                             |                                             |                                             |                                             | Vassily Bejanovitch Argoutinsky-Dolgorouky | Vassily Bejanovitch Argoutinsky-Dolgorouky | Vassily Bejanovitch Argoutinsky-Dolgorouky   | Vassily Bejanovitch Argoutinsky-Dolgorouky   | Vassily Bejanovitch Argoutinsky-Dolgorouky   | Vassily Bejanovitch Argoutinsky-Dolgorouky   |                                              |                                              | David Bejanovitch Argoutinsky-Dolgorouky | David Bejanovitch Argoutinsky-Dolgorouky | David Bejanovitch Argoutinsky-Dolgorouky | David Bejanovitch Argoutinsky-Dolgorouky | David Bejanovitch Argoutinsky-Dolgorouky | David Bejanovitch Argoutinsky-Dolgorouky |                                            |                                            | Nikolai Bejanovitch Argoutinsky-Dolgorouky | Nikolai Bejanovitch Argoutinsky-Dolgorouky | Nikolai Bejanovitch Argoutinsky-Dolgorouky | Nikolai Bejanovitch Argoutinsky-Dolgorouky | Nikolai Bejanovitch Argoutinsky-Dolgorouky | Nikolai Bejanovitch Argoutinsky-Dolgorouky |  |  | Solomon Bejanovitch Argoutinsky-Dolgorouky | Solomon Bejanovitch Argoutinsky-Dolgorouky | Solomon Bejanovitch Argoutinsky-Dolgorouky | Solomon Bejanovitch Argoutinsky-Dolgorouky | Solomon Bejanovitch Argoutinsky-Dolgorouky | Solomon Bejanovitch Argoutinsky-Dolgorouky |  |  |  |  |  |  |  |  |  |  |  |  |  |  |  |  |  |  |  |  |  |  |  |  |  |  |  |  |  |  |  |  |  |  |  |  |  |  |  |  |  |  |  |  |
|                                                            |                                                            |                                                            |                                                            |                                                            |                                                            |                                                            |                                                            |                                                                           |                                                                           |                                                                           |                                                                           | Zacharias Argoutinsky-Dolgoroukov                                         | Zacharias Argoutinsky-Dolgoroukov                                         | Zacharias Argoutinsky-Dolgoroukov          | Zacharias Argoutinsky-Dolgoroukov          | Zacharias Argoutinsky-Dolgoroukov                         | Zacharias Argoutinsky-Dolgoroukov                         |                                                           |                                                           | Salomon Iossifovitch Argoutinsky-Dolgoroukov                             | Salomon Iossifovitch Argoutinsky-Dolgoroukov                             | Salomon Iossifovitch Argoutinsky-Dolgoroukov                             | Salomon Iossifovitch Argoutinsky-Dolgoroukov                             | Salomon Iossifovitch Argoutinsky-Dolgoroukov                                      | Salomon Iossifovitch Argoutinsky-Dolgoroukov                                      |                                                                                   |                                                                                   |                                                                                   |                                                                                   |                                                  |                                                  | Zacharie Iossifovitch Argoutinsky-Dolgoroukov    | Zacharie Iossifovitch Argoutinsky-Dolgoroukov    | Zacharie Iossifovitch Argoutinsky-Dolgoroukov    | Zacharie Iossifovitch Argoutinsky-Dolgoroukov    | Zacharie Iossifovitch Argoutinsky-Dolgoroukov | Zacharie Iossifovitch Argoutinsky-Dolgoroukov |                                             |                                             |                                             |                                             |                                             |                                             | Vassily Bejanovitch Argoutinsky-Dolgorouky | Vassily Bejanovitch Argoutinsky-Dolgorouky | Vassily Bejanovitch Argoutinsky-Dolgorouky   | Vassily Bejanovitch Argoutinsky-Dolgorouky   | Vassily Bejanovitch Argoutinsky-Dolgorouky   | Vassily Bejanovitch Argoutinsky-Dolgorouky   |                                              |                                              | David Bejanovitch Argoutinsky-Dolgorouky | David Bejanovitch Argoutinsky-Dolgorouky | David Bejanovitch Argoutinsky-Dolgorouky | David Bejanovitch Argoutinsky-Dolgorouky | David Bejanovitch Argoutinsky-Dolgorouky | David Bejanovitch Argoutinsky-Dolgorouky |                                            |                                            | Nikolai Bejanovitch Argoutinsky-Dolgorouky | Nikolai Bejanovitch Argoutinsky-Dolgorouky | Nikolai Bejanovitch Argoutinsky-Dolgorouky | Nikolai Bejanovitch Argoutinsky-Dolgorouky | Nikolai Bejanovitch Argoutinsky-Dolgorouky | Nikolai Bejanovitch Argoutinsky-Dolgorouky |  |  | Solomon Bejanovitch Argoutinsky-Dolgorouky | Solomon Bejanovitch Argoutinsky-Dolgorouky | Solomon Bejanovitch Argoutinsky-Dolgorouky | Solomon Bejanovitch Argoutinsky-Dolgorouky | Solomon Bejanovitch Argoutinsky-Dolgorouky | Solomon Bejanovitch Argoutinsky-Dolgorouky |  |  |  |  |  |  |  |  |  |  |  |  |  |  |  |  |  |  |  |  |  |  |  |  |  |  |  |  |  |  |  |  |  |  |  |  |  |  |  |  |  |  |  |  |
|                                                            |                                                            |                                                            |                                                            |                                                            |                                                            |                                                            |                                                            |                                                                           |                                                                           |                                                                           |                                                                           |                                                                           |                                                                           |                                            |                                            |                                                           |                                                           |                                                           |                                                           |                                                                          |                                                                          |                                                                          |                                                                          |                                                                                   |                                                                                   |                                                                                   |                                                                                   |                                                                                   |                                                                                   |                                                  |                                                  |                                                  |                                                  |                                                  |                                                  |                                               |                                               |                                             |                                             |                                             |                                             |                                             |                                             |                                            |                                            |                                              |                                              |                                              |                                              |                                              |                                              |                                          |                                          |                                          |                                          |                                          |                                          |                                            |                                            |                                            |                                            |                                            |                                            |                                            |                                            |  |  |                                            |                                            |                                            |                                            |                                            |                                            |  |  |  |  |  |  |  |  |  |  |  |  |  |  |  |  |  |  |  |  |  |  |  |  |  |  |  |  |  |  |  |  |  |  |  |  |  |  |  |  |  |  |  |  |
|                                                            |                                                            |                                                            |                                                            | Vassily Andreïevitch Argoutinsky-Dolgoroukov (1804 – 1868) | Vassily Andreïevitch Argoutinsky-Dolgoroukov (1804 – 1868) | Vassily Andreïevitch Argoutinsky-Dolgoroukov (1804 – 1868) | Vassily Andreïevitch Argoutinsky-Dolgoroukov (1804 – 1868) | Vassily Andreïevitch Argoutinsky-Dolgoroukov (1804 – 1868)                | Vassily Andreïevitch Argoutinsky-Dolgoroukov (1804 – 1868)                |                                                                           |                                                                           | Moses Zakharjevich Argutinsky-Dolgoruky                                   | Moses Zakharjevich Argutinsky-Dolgoruky                                   | Moses Zakharjevich Argutinsky-Dolgoruky    | Moses Zakharjevich Argutinsky-Dolgoruky    | Moses Zakharjevich Argutinsky-Dolgoruky                   | Moses Zakharjevich Argutinsky-Dolgoruky                   |                                                           |                                                           | Maria Solomonovna B. Argoutinsky-Dolgoroukov (1819 – 1871-10-13, Tiflis) | Maria Solomonovna B. Argoutinsky-Dolgoroukov (1819 – 1871-10-13, Tiflis) | Maria Solomonovna B. Argoutinsky-Dolgoroukov (1819 – 1871-10-13, Tiflis) | Maria Solomonovna B. Argoutinsky-Dolgoroukov (1819 – 1871-10-13, Tiflis) | Maria Solomonovna B. Argoutinsky-Dolgoroukov (1819 – 1871-10-13, Tiflis)          | Maria Solomonovna B. Argoutinsky-Dolgoroukov (1819 – 1871-10-13, Tiflis)          |                                                                                   |                                                                                   | Ivan Zakharovitch Argoutinsky-Dolgoroukov                                         | Ivan Zakharovitch Argoutinsky-Dolgoroukov                                         | Ivan Zakharovitch Argoutinsky-Dolgoroukov        | Ivan Zakharovitch Argoutinsky-Dolgoroukov        | Ivan Zakharovitch Argoutinsky-Dolgoroukov        | Ivan Zakharovitch Argoutinsky-Dolgoroukov        |                                                  |                                                  |                                               |                                               |                                             |                                             | Moïsseï Argoutinski-Dolgorouki (1798-1855)  | Moïsseï Argoutinski-Dolgorouki (1798-1855)  | Moïsseï Argoutinski-Dolgorouki (1798-1855)  | Moïsseï Argoutinski-Dolgorouki (1798-1855)  | Moïsseï Argoutinski-Dolgorouki (1798-1855) | Moïsseï Argoutinski-Dolgorouki (1798-1855) |                                              |                                              |                                              |                                              |                                              |                                              |                                          |                                          |                                          |                                          |                                          |                                          |                                            |                                            |                                            |                                            |                                            |                                            |                                            |                                            |  |  | Shiosh Solomonovich Argoutinsky-Dolgorouky | Shiosh Solomonovich Argoutinsky-Dolgorouky | Shiosh Solomonovich Argoutinsky-Dolgorouky | Shiosh Solomonovich Argoutinsky-Dolgorouky | Shiosh Solomonovich Argoutinsky-Dolgorouky | Shiosh Solomonovich Argoutinsky-Dolgorouky |  |  |  |  |  |  |  |  |  |  |  |  |  |  |  |  |  |  |  |  |  |  |  |  |  |  |  |  |  |  |  |  |  |  |  |  |  |  |  |  |  |  |  |  |
|                                                            |                                                            |                                                            |                                                            | Vassily Andreïevitch Argoutinsky-Dolgoroukov (1804 – 1868) | Vassily Andreïevitch Argoutinsky-Dolgoroukov (1804 – 1868) | Vassily Andreïevitch Argoutinsky-Dolgoroukov (1804 – 1868) | Vassily Andreïevitch Argoutinsky-Dolgoroukov (1804 – 1868) | Vassily Andreïevitch Argoutinsky-Dolgoroukov (1804 – 1868)                | Vassily Andreïevitch Argoutinsky-Dolgoroukov (1804 – 1868)                |                                                                           |                                                                           | Moses Zakharjevich Argutinsky-Dolgoruky                                   | Moses Zakharjevich Argutinsky-Dolgoruky                                   | Moses Zakharjevich Argutinsky-Dolgoruky    | Moses Zakharjevich Argutinsky-Dolgoruky    | Moses Zakharjevich Argutinsky-Dolgoruky                   | Moses Zakharjevich Argutinsky-Dolgoruky                   |                                                           |                                                           | Maria Solomonovna B. Argoutinsky-Dolgoroukov (1819 – 1871-10-13, Tiflis) | Maria Solomonovna B. Argoutinsky-Dolgoroukov (1819 – 1871-10-13, Tiflis) | Maria Solomonovna B. Argoutinsky-Dolgoroukov (1819 – 1871-10-13, Tiflis) | Maria Solomonovna B. Argoutinsky-Dolgoroukov (1819 – 1871-10-13, Tiflis) | Maria Solomonovna B. Argoutinsky-Dolgoroukov (1819 – 1871-10-13, Tiflis)          | Maria Solomonovna B. Argoutinsky-Dolgoroukov (1819 – 1871-10-13, Tiflis)          |                                                                                   |                                                                                   | Ivan Zakharovitch Argoutinsky-Dolgoroukov                                         | Ivan Zakharovitch Argoutinsky-Dolgoroukov                                         | Ivan Zakharovitch Argoutinsky-Dolgoroukov        | Ivan Zakharovitch Argoutinsky-Dolgoroukov        | Ivan Zakharovitch Argoutinsky-Dolgoroukov        | Ivan Zakharovitch Argoutinsky-Dolgoroukov        |                                                  |                                                  |                                               |                                               |                                             |                                             | Moïsseï Argoutinski-Dolgorouki (1798-1855)  | Moïsseï Argoutinski-Dolgorouki (1798-1855)  | Moïsseï Argoutinski-Dolgorouki (1798-1855)  | Moïsseï Argoutinski-Dolgorouki (1798-1855)  | Moïsseï Argoutinski-Dolgorouki (1798-1855) | Moïsseï Argoutinski-Dolgorouki (1798-1855) |                                              |                                              |                                              |                                              |                                              |                                              |                                          |                                          |                                          |                                          |                                          |                                          |                                            |                                            |                                            |                                            |                                            |                                            |                                            |                                            |  |  | Shiosh Solomonovich Argoutinsky-Dolgorouky | Shiosh Solomonovich Argoutinsky-Dolgorouky | Shiosh Solomonovich Argoutinsky-Dolgorouky | Shiosh Solomonovich Argoutinsky-Dolgorouky | Shiosh Solomonovich Argoutinsky-Dolgorouky | Shiosh Solomonovich Argoutinsky-Dolgorouky |  |  |  |  |  |  |  |  |  |  |  |  |  |  |  |  |  |  |  |  |  |  |  |  |  |  |  |  |  |  |  |  |  |  |  |  |  |  |  |  |  |  |  |  |
|                                                            |                                                            |                                                            |                                                            |                                                            |                                                            |                                                            |                                                            |                                                                           |                                                                           |                                                                           |                                                                           |                                                                           |                                                                           |                                            |                                            |                                                           |                                                           |                                                           |                                                           |                                                                          |                                                                          |                                                                          |                                                                          |                                                                                   |                                                                                   |                                                                                   |                                                                                   |                                                                                   |                                                                                   |                                                  |                                                  |                                                  |                                                  |                                                  |                                                  |                                               |                                               |                                             |                                             |                                             |                                             |                                             |                                             |                                            |                                            |                                              |                                              |                                              |                                              |                                              |                                              |                                          |                                          |                                          |                                          |                                          |                                          |                                            |                                            |                                            |                                            |                                            |                                            |                                            |                                            |  |  |                                            |                                            |                                            |                                            |                                            |                                            |  |  |  |  |  |  |  |  |  |  |  |  |  |  |  |  |  |  |  |  |  |  |  |  |  |  |  |  |  |  |  |  |  |  |  |  |  |  |  |  |  |  |  |  |
|                                                            |                                                            |                                                            |                                                            | Nicolas Barseghyan Argoutinsky-Dolgoroukoff (1845–1916)    | Nicolas Barseghyan Argoutinsky-Dolgoroukoff (1845–1916)    | Nicolas Barseghyan Argoutinsky-Dolgoroukoff (1845–1916)    | Nicolas Barseghyan Argoutinsky-Dolgoroukoff (1845–1916)    | Nicolas Barseghyan Argoutinsky-Dolgoroukoff (1845–1916)                   | Nicolas Barseghyan Argoutinsky-Dolgoroukoff (1845–1916)                   |                                                                           |                                                                           |                                                                           |                                                                           |                                            |                                            |                                                           |                                                           | Marie MIRZOFF                                             | Marie MIRZOFF                                             | Marie MIRZOFF                                                            | Marie MIRZOFF                                                            | Marie MIRZOFF                                                            | Marie MIRZOFF                                                            |                                                                                   |                                                                                   |                                                                                   |                                                                                   | Nina Ivanovna Argutinsky-Dolgorukov                                               | Nina Ivanovna Argutinsky-Dolgorukov                                               | Nina Ivanovna Argutinsky-Dolgorukov              | Nina Ivanovna Argutinsky-Dolgorukov              | Nina Ivanovna Argutinsky-Dolgorukov              | Nina Ivanovna Argutinsky-Dolgorukov              |                                                  |                                                  | Cpt. Mikhaïl Loris Melikov Tarielovitch       | Cpt. Mikhaïl Loris Melikov Tarielovitch       | Cpt. Mikhaïl Loris Melikov Tarielovitch     | Cpt. Mikhaïl Loris Melikov Tarielovitch     | Cpt. Mikhaïl Loris Melikov Tarielovitch     | Cpt. Mikhaïl Loris Melikov Tarielovitch     |                                             |                                             |                                            |                                            |                                              |                                              |                                              |                                              |                                              |                                              |                                          |                                          |                                          |                                          |                                          |                                          |                                            |                                            |                                            |                                            |                                            |                                            |                                            |                                            |  |  |                                            |                                            |                                            |                                            |                                            |                                            |  |  |  |  |  |  |  |  |  |  |  |  |  |  |  |  |  |  |  |  |  |  |  |  |  |  |  |  |  |  |  |  |  |  |  |  |  |  |  |  |  |  |  |  |
|                                                            |                                                            |                                                            |                                                            | Nicolas Barseghyan Argoutinsky-Dolgoroukoff (1845–1916)    | Nicolas Barseghyan Argoutinsky-Dolgoroukoff (1845–1916)    | Nicolas Barseghyan Argoutinsky-Dolgoroukoff (1845–1916)    | Nicolas Barseghyan Argoutinsky-Dolgoroukoff (1845–1916)    | Nicolas Barseghyan Argoutinsky-Dolgoroukoff (1845–1916)                   | Nicolas Barseghyan Argoutinsky-Dolgoroukoff (1845–1916)                   |                                                                           |                                                                           |                                                                           |                                                                           |                                            |                                            |                                                           |                                                           | Marie MIRZOFF                                             | Marie MIRZOFF                                             | Marie MIRZOFF                                                            | Marie MIRZOFF                                                            | Marie MIRZOFF                                                            | Marie MIRZOFF                                                            |                                                                                   |                                                                                   |                                                                                   |                                                                                   | Nina Ivanovna Argutinsky-Dolgorukov                                               | Nina Ivanovna Argutinsky-Dolgorukov                                               | Nina Ivanovna Argutinsky-Dolgorukov              | Nina Ivanovna Argutinsky-Dolgorukov              | Nina Ivanovna Argutinsky-Dolgorukov              | Nina Ivanovna Argutinsky-Dolgorukov              |                                                  |                                                  | Cpt. Mikhaïl Loris Melikov Tarielovitch       | Cpt. Mikhaïl Loris Melikov Tarielovitch       | Cpt. Mikhaïl Loris Melikov Tarielovitch     | Cpt. Mikhaïl Loris Melikov Tarielovitch     | Cpt. Mikhaïl Loris Melikov Tarielovitch     | Cpt. Mikhaïl Loris Melikov Tarielovitch     |                                             |                                             |                                            |                                            |                                              |                                              |                                              |                                              |                                              |                                              |                                          |                                          |                                          |                                          |                                          |                                          |                                            |                                            |                                            |                                            |                                            |                                            |                                            |                                            |  |  |                                            |                                            |                                            |                                            |                                            |                                            |  |  |  |  |  |  |  |  |  |  |  |  |  |  |  |  |  |  |  |  |  |  |  |  |  |  |  |  |  |  |  |  |  |  |  |  |  |  |  |  |  |  |  |  |
|                                                            |                                                            |                                                            |                                                            |                                                            |                                                            |                                                            |                                                            |                                                                           |                                                                           |                                                                           |                                                                           |                                                                           |                                                                           |                                            |                                            |                                                           |                                                           |                                                           |                                                           |                                                                          |                                                                          |                                                                          |                                                                          |                                                                                   |                                                                                   |                                                                                   |                                                                                   |                                                                                   |                                                                                   |                                                  |                                                  |                                                  |                                                  |                                                  |                                                  |                                               |                                               |                                             |                                             |                                             |                                             |                                             |                                             | Vervarra Argoutinsky-Dolgoroukoff          | Vervarra Argoutinsky-Dolgoroukoff          | Vervarra Argoutinsky-Dolgoroukoff            | Vervarra Argoutinsky-Dolgoroukoff            | Vervarra Argoutinsky-Dolgoroukoff            | Vervarra Argoutinsky-Dolgoroukoff            |                                              |                                              | Abgar Orbeli (1849-1912)                 | Abgar Orbeli (1849-1912)                 | Abgar Orbeli (1849-1912)                 | Abgar Orbeli (1849-1912)                 | Abgar Orbeli (1849-1912)                 | Abgar Orbeli (1849-1912)                 |                                            |                                            |                                            |                                            |                                            |                                            |                                            |                                            |  |  |                                            |                                            |                                            |                                            |                                            |                                            |  |  |  |  |  |  |  |  |  |  |  |  |  |  |  |  |  |  |  |  |  |  |  |  |  |  |  |  |  |  |  |  |  |  |  |  |  |  |  |  |  |  |  |  |
|                                                            |                                                            |                                                            |                                                            |                                                            |                                                            |                                                            |                                                            |                                                                           |                                                                           |                                                                           |                                                                           |                                                                           |                                                                           |                                            |                                            |                                                           |                                                           |                                                           |                                                           |                                                                          |                                                                          |                                                                          |                                                                          |                                                                                   |                                                                                   |                                                                                   |                                                                                   |                                                                                   |                                                                                   |                                                  |                                                  |                                                  |                                                  |                                                  |                                                  |                                               |                                               |                                             |                                             |                                             |                                             |                                             |                                             | Vervarra Argoutinsky-Dolgoroukoff          | Vervarra Argoutinsky-Dolgoroukoff          | Vervarra Argoutinsky-Dolgoroukoff            | Vervarra Argoutinsky-Dolgoroukoff            | Vervarra Argoutinsky-Dolgoroukoff            | Vervarra Argoutinsky-Dolgoroukoff            |                                              |                                              | Abgar Orbeli (1849-1912)                 | Abgar Orbeli (1849-1912)                 | Abgar Orbeli (1849-1912)                 | Abgar Orbeli (1849-1912)                 | Abgar Orbeli (1849-1912)                 | Abgar Orbeli (1849-1912)                 |                                            |                                            |                                            |                                            |                                            |                                            |                                            |                                            |  |  |                                            |                                            |                                            |                                            |                                            |                                            |  |  |  |  |  |  |  |  |  |  |  |  |  |  |  |  |  |  |  |  |  |  |  |  |  |  |  |  |  |  |  |  |  |  |  |  |  |  |  |  |  |  |  |  |
| Boris Nikolaïevitch Argoutinsky-Dolgoroukoff (1870 – 1949) | Boris Nikolaïevitch Argoutinsky-Dolgoroukoff (1870 – 1949) | Boris Nikolaïevitch Argoutinsky-Dolgoroukoff (1870 – 1949) | Boris Nikolaïevitch Argoutinsky-Dolgoroukoff (1870 – 1949) | Boris Nikolaïevitch Argoutinsky-Dolgoroukoff (1870 – 1949) | Boris Nikolaïevitch Argoutinsky-Dolgoroukoff (1870 – 1949) |                                                            |                                                            | Joseph (Hovsep) Argoutinsky-Dolgoroukoff (Tiflis 1878 - 04.01.1956 Paris) | Joseph (Hovsep) Argoutinsky-Dolgoroukoff (Tiflis 1878 - 04.01.1956 Paris) | Joseph (Hovsep) Argoutinsky-Dolgoroukoff (Tiflis 1878 - 04.01.1956 Paris) | Joseph (Hovsep) Argoutinsky-Dolgoroukoff (Tiflis 1878 - 04.01.1956 Paris) | Joseph (Hovsep) Argoutinsky-Dolgoroukoff (Tiflis 1878 - 04.01.1956 Paris) | Joseph (Hovsep) Argoutinsky-Dolgoroukoff (Tiflis 1878 - 04.01.1956 Paris) |                                            |                                            | Wladimir Argoutinsky-Dolgoroukoff (05.04.1872-1941.12.09) | Wladimir Argoutinsky-Dolgoroukoff (05.04.1872-1941.12.09) | Wladimir Argoutinsky-Dolgoroukoff (05.04.1872-1941.12.09) | Wladimir Argoutinsky-Dolgoroukoff (05.04.1872-1941.12.09) | Wladimir Argoutinsky-Dolgoroukoff (05.04.1872-1941.12.09)                | Wladimir Argoutinsky-Dolgoroukoff (05.04.1872-1941.12.09)                |                                                                          |                                                                          | Barbara Nikolaïevna Argoutinsky-Dolgorpoukov (Tiflis 20.03.1872–1942.10.05 Paris) | Barbara Nikolaïevna Argoutinsky-Dolgorpoukov (Tiflis 20.03.1872–1942.10.05 Paris) | Barbara Nikolaïevna Argoutinsky-Dolgorpoukov (Tiflis 20.03.1872–1942.10.05 Paris) | Barbara Nikolaïevna Argoutinsky-Dolgorpoukov (Tiflis 20.03.1872–1942.10.05 Paris) | Barbara Nikolaïevna Argoutinsky-Dolgorpoukov (Tiflis 20.03.1872–1942.10.05 Paris) | Barbara Nikolaïevna Argoutinsky-Dolgorpoukov (Tiflis 20.03.1872–1942.10.05 Paris) |                                                  |                                                  | Cpt. Tariel Loris-Melikov (1863–1941)            | Cpt. Tariel Loris-Melikov (1863–1941)            | Cpt. Tariel Loris-Melikov (1863–1941)            | Cpt. Tariel Loris-Melikov (1863–1941)            | Cpt. Tariel Loris-Melikov (1863–1941)         | Cpt. Tariel Loris-Melikov (1863–1941)         |                                             |                                             |                                             |                                             |                                             |                                             |                                            |                                            |                                              |                                              |                                              |                                              |                                              |                                              |                                          |                                          |                                          |                                          |                                          |                                          |                                            |                                            |                                            |                                            |                                            |                                            |                                            |                                            |  |  |                                            |                                            |                                            |                                            |                                            |                                            |  |  |  |  |  |  |  |  |  |  |  |  |  |  |  |  |  |  |  |  |  |  |  |  |  |  |  |  |  |  |  |  |  |  |  |  |  |  |  |  |  |  |  |  |
| Boris Nikolaïevitch Argoutinsky-Dolgoroukoff (1870 – 1949) | Boris Nikolaïevitch Argoutinsky-Dolgoroukoff (1870 – 1949) | Boris Nikolaïevitch Argoutinsky-Dolgoroukoff (1870 – 1949) | Boris Nikolaïevitch Argoutinsky-Dolgoroukoff (1870 – 1949) | Boris Nikolaïevitch Argoutinsky-Dolgoroukoff (1870 – 1949) | Boris Nikolaïevitch Argoutinsky-Dolgoroukoff (1870 – 1949) |                                                            |                                                            | Joseph (Hovsep) Argoutinsky-Dolgoroukoff (Tiflis 1878 - 04.01.1956 Paris) | Joseph (Hovsep) Argoutinsky-Dolgoroukoff (Tiflis 1878 - 04.01.1956 Paris) | Joseph (Hovsep) Argoutinsky-Dolgoroukoff (Tiflis 1878 - 04.01.1956 Paris) | Joseph (Hovsep) Argoutinsky-Dolgoroukoff (Tiflis 1878 - 04.01.1956 Paris) | Joseph (Hovsep) Argoutinsky-Dolgoroukoff (Tiflis 1878 - 04.01.1956 Paris) | Joseph (Hovsep) Argoutinsky-Dolgoroukoff (Tiflis 1878 - 04.01.1956 Paris) |                                            |                                            | Wladimir Argoutinsky-Dolgoroukoff (05.04.1872-1941.12.09) | Wladimir Argoutinsky-Dolgoroukoff (05.04.1872-1941.12.09) | Wladimir Argoutinsky-Dolgoroukoff (05.04.1872-1941.12.09) | Wladimir Argoutinsky-Dolgoroukoff (05.04.1872-1941.12.09) | Wladimir Argoutinsky-Dolgoroukoff (05.04.1872-1941.12.09)                | Wladimir Argoutinsky-Dolgoroukoff (05.04.1872-1941.12.09)                |                                                                          |                                                                          | Barbara Nikolaïevna Argoutinsky-Dolgorpoukov (Tiflis 20.03.1872–1942.10.05 Paris) | Barbara Nikolaïevna Argoutinsky-Dolgorpoukov (Tiflis 20.03.1872–1942.10.05 Paris) | Barbara Nikolaïevna Argoutinsky-Dolgorpoukov (Tiflis 20.03.1872–1942.10.05 Paris) | Barbara Nikolaïevna Argoutinsky-Dolgorpoukov (Tiflis 20.03.1872–1942.10.05 Paris) | Barbara Nikolaïevna Argoutinsky-Dolgorpoukov (Tiflis 20.03.1872–1942.10.05 Paris) | Barbara Nikolaïevna Argoutinsky-Dolgorpoukov (Tiflis 20.03.1872–1942.10.05 Paris) |                                                  |                                                  | Cpt. Tariel Loris-Melikov (1863–1941)            | Cpt. Tariel Loris-Melikov (1863–1941)            | Cpt. Tariel Loris-Melikov (1863–1941)            | Cpt. Tariel Loris-Melikov (1863–1941)            | Cpt. Tariel Loris-Melikov (1863–1941)         | Cpt. Tariel Loris-Melikov (1863–1941)         |                                             |                                             |                                             |                                             |                                             |                                             |                                            |                                            |                                              |                                              |                                              |                                              |                                              |                                              |                                          |                                          |                                          |                                          |                                          |                                          |                                            |                                            |                                            |                                            |                                            |                                            |                                            |                                            |  |  |                                            |                                            |                                            |                                            |                                            |                                            |  |  |  |  |  |  |  |  |  |  |  |  |  |  |  |  |  |  |  |  |  |  |  |  |  |  |  |  |  |  |  |  |  |  |  |  |  |  |  |  |  |  |  |  |
|                                                            |                                                            |                                                            |                                                            |                                                            |                                                            |                                                            |                                                            |                                                                           |                                                                           |                                                                           |                                                                           |                                                                           |                                                                           |                                            |                                            |                                                           |                                                           |                                                           |                                                           |                                                                          |                                                                          |                                                                          |                                                                          |                                                                                   |                                                                                   |                                                                                   |                                                                                   |                                                                                   |                                                                                   |                                                  |                                                  |                                                  |                                                  |                                                  |                                                  |                                               |                                               |                                             |                                             |                                             |                                             |                                             |                                             |                                            |                                            |                                              |                                              |                                              |                                              |                                              |                                              |                                          |                                          |                                          |                                          |                                          |                                          |                                            |                                            |                                            |                                            |                                            |                                            |                                            |                                            |  |  |                                            |                                            |                                            |                                            |                                            |                                            |  |  |  |  |  |  |  |  |  |  |  |  |  |  |  |  |  |  |  |  |  |  |  |  |  |  |  |  |  |  |  |  |  |  |  |  |  |  |  |  |  |  |  |  |

Sources :,,,,,

## Pour approfondir

#### Personnes
- Hovsep Arghouthian
- Wladimir Argoutinsky-Dolgoroukoff
- Moïsseï Argoutinski-Dolgorouki
- Nicolas Barseghyan Argoutinsky-Dolgoroukoff
- Georges Davidovitch Argoutinsky-Dolgoroukov (ru)
- Michel Petrovich Argoutinsky-Dolgoroukoff
- Luarsab Pavlovich Argutinsky-Dolgorukov (d)
- Artaxerxès Ier
- Mkhargrdzeli
- Zakarian

#### Lieux
- Sanahin, Sanahin (Lorri)
- Maison Argoutinski-Dolgoroukov